# مسجد داليان
مسجد داليان (بالإنجليزية: Dalian Mosque ) يقع المسجد في داليان في مقاطعة لياونينغ في الصين، يقع المسجد في 96 بكين جي .

## البناء
بدأ بناء مسجد داليان عام 1922م، واكتمل بنائه في عام 1925، وكان إمام المسجد "حاجي باي يونكسينغ"، وقد شغل منصب الإمامة والخطابة منذ عام 1958، باستثناء الفترة خلال الثورة الثقافية وحتى عام 1979 عندما أصبح المسجد لا يعمل، وفي عام 2005 أصبح المسجد واحدا من عشرة مساجد في مدينة داليان.